# 弗莱明公园桥
弗莱明公园桥（英語：Fleming Park Bridge）是跨过俄亥俄河的一座桥梁。